# Radosław Fogiel
Radosław Aleksander Fogiel (ur. 16 lutego 1982 w Radomiu) – polski polityk i samorządowiec, radny sejmiku mazowieckiego V i VI kadencji, poseł na Sejm IX i X kadencji.

## Życiorys
W 2001 uzyskał wykształcenie średnie ogólne w Katolickim Liceum Ogólnokształcącym im. św. Filipa Neri w Radomiu. Rozpoczął studia socjologiczne na Uniwersytecie Warszawskim, których jednak nie ukończył, został także czeladnikiem piekarniczym.
Swoją działalność polityczną rozpoczął w 2001, kiedy to wstąpił do Prawa i Sprawiedliwości, gdzie rozpoczął współpracę z Adamem Borowskim i Markiem Suskim. Bez powodzenia kandydował z listy PiS do sejmiku w 2002 oraz do Sejmu w wyborach w 2005. W wyborach samorządowych w 2006 startował do rady miejskiej w Radomiu; mandat radnego objął w 2007 w miejsce wybranego do Senatu Wojciecha Skurkiewicza. W 2010 nie uzyskał reelekcji. W wyborach w 2014 został wybrany na radnego sejmiku mazowieckiego V kadencji, gdzie objął stanowisko wiceprzewodniczącego Komisji Rolnictwa i Terenów Wiejskich. W wyborach parlamentarnych w 2011 oraz 2015 ponownie bezskutecznie kandydował do Sejmu w okręgu wyborczym nr 17. Z powodzeniem ubiegał się o reelekcję do sejmiku mazowieckiego w wyborach samorządowych 2018.
Został asystentem i dyrektorem biura poselskiego prezesa Prawa i Sprawiedliwości Jarosława Kaczyńskiego. W 2012 został pierwszym wiceprzewodniczącym, a w 2017 przewodniczącym Europejskich Młodych Konserwatystów – organizacji powiązanej z Sojuszem Europejskich Konserwatystów i Reformatorów. Funkcję tę sprawował przez pełną kadencję do 2018.
W czerwcu 2019 został mianowany na stanowisko zastępcy rzecznika prasowego Prawa i Sprawiedliwości. W wyborach parlamentarnych w tym samym roku z powodzeniem ubiegał się o mandat poselski, startując z drugiego miejsca listy PiS w okręgu radomskim i otrzymując 26 707 głosów.
W 2021 został wiceprzewodniczącym Partii Europejskich Konserwatystów i Reformatorów (pełnił tę funkcję do 2025). W czerwcu 2022 został mianowany rzecznikiem prasowym Prawa i Sprawiedliwości, zastępując Anitę Czerwińską. W tym samym roku objął funkcję przewodniczącego sejmowej Komisji Spraw Zagranicznych, w związku z tym złożył rezygnację ze stanowiska rzecznika partii. W wyborach w 2023 z powodzeniem ubiegał się o poselską reelekcję (z wynikiem 32 791 głosów). W 2024 z ramienia PiS wystartował w wyborach do Parlamentu Europejskiego z okręgu nr 5, nie uzyskując mandatu. W październiku tego samego roku wszedł w skład komitetu wykonawczego PiS.